# Himmelsfärd

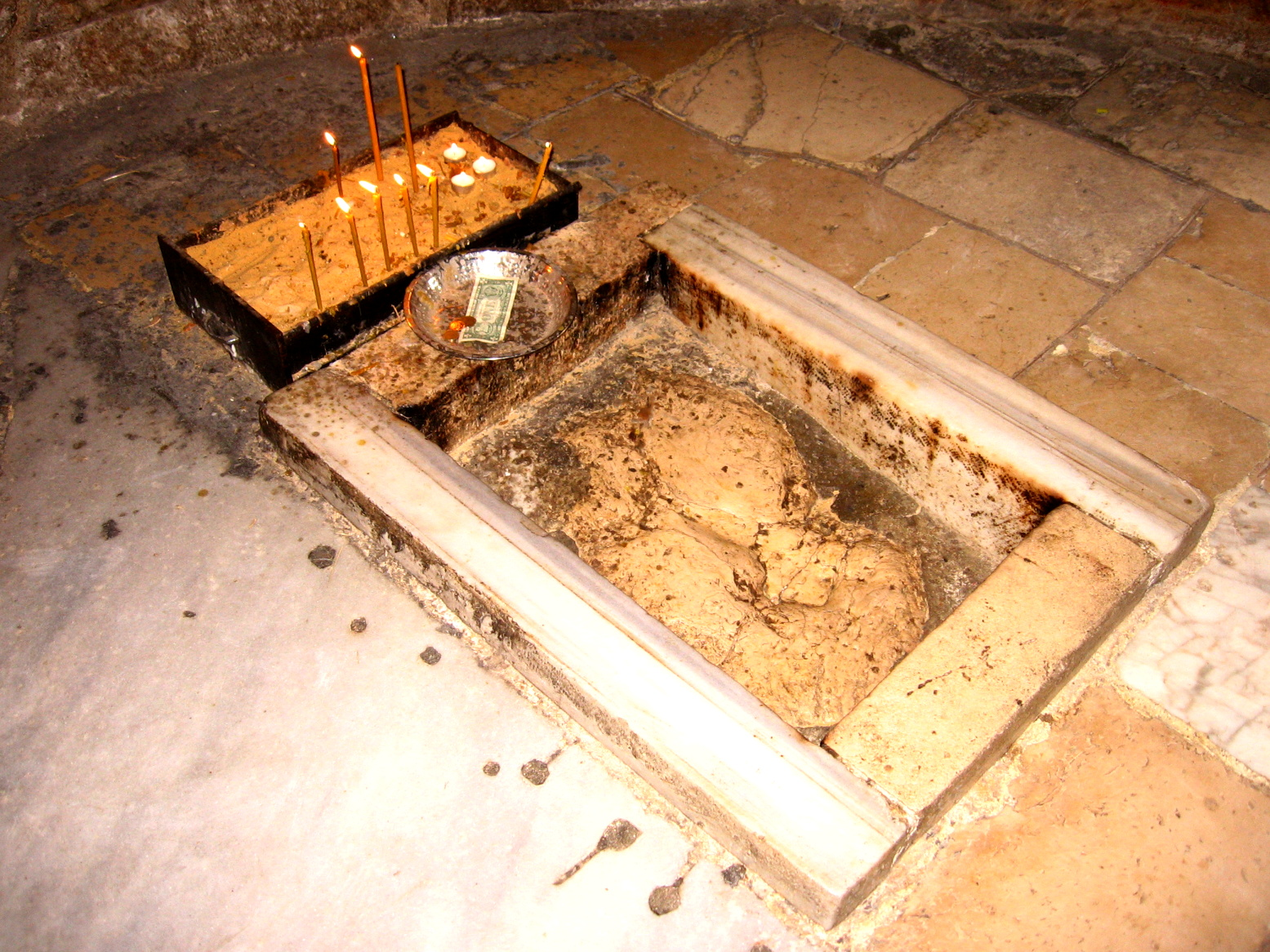
Himmelsfärdsklippan vid Himmelsfärdskapellet i Jerusalem är inom kristendomen platsen det sägs att Jesus for till himmelriket från.

Himmelsfärd är den religiösa uppfattningen om att ett levande väsen lämnar livet på jorden, och kommer till himmelriket utan att dö.

## Kristendom
Nya testamentet beskriver Kristi himmelsfärd, och vissa kristna tror även på Jungfru Marie himmelsfärd. Vissa kristna tror att Uppenbarelseboken berättar om det så kallade uppryckandet, då kristna kommer kallas till himlen, medan livet fortgår på jorden.

## Andra religioner
Enligt grekisk mytologi for Herakles till himlen.

### Fotnoter
1. ↑  Pierre Eriksson (7 januari 2015). ”Comeback för uppryckandet”. Dagen. http://www.dagen.se/kultur/comeback-f%C3%B6r-uppryckandet-1.308933. Läst 3 mars 2016.